# 44. гренадирска дивизија (Немачка)
44. немачка пешадијска дивизија Вермахта формирана је 1. априла 1938. у Бечу након аншлуса од 2. и 3. дивизије аустријске армије. Мобилизацијски је попуњена у првом мобилизацијском таласу августа 1939. Учествовала је у нападу на Пољску и у борбама на Источном фронту.
Дана 1. јуна 1943. преименована је у Рајхсгренадирску дивизију Хох унд Дојчмајстер и ушла је у састав групе армија Б. Од августа до краја новембра 1943. била је ојачана Тешком оклопном четом Мајер са 8 тенкова Тигар и у саставу II СС оклопног корпуса борила против НОВЈ у Истри и Словенији у операцијама Волкенбрух, Трауфе и у Ромеловој офанзиви.
Дана 9. новембра 1943. дивизија је у свом саставу имала 16.335 војника и официра (331 официра, 2.768 подофицира и 13.236 војника)
Кад је наступила криза немачке одбране у Панонији након форсирања Дунава код Батине, дивизија је новембра 1944. заједно са 71. пешадијском дивизијом упућена у Барању и стављена под команду Друге оклопне армије. Током немачке офанзиве Фрилингсервахен, 23. марта 1945, у борби са снагама Црвене армије, погинуо је командант дивизије генерал-лајтнант Ханс-Гинтер фон Рост.